# کاتل (ویرجینیای غربی)
کاتل (به انگلیسی: Cottle) یک منطقهٔ مسکونی در ایالات متحده آمریکا است که در شهرستان نیکولاس، ویرجینیای غربی واقع شده‌است.